# Lakshana
El terme lakshana (sànscrit: लक्षण, lakṣaṇa) vol dir "marca auspicia". Són marques especials que posseeixen els éssers que han despertat, és a dir, aquells que han accedit al nirvana, segons les religions budista i hinduista. Principalment, aquests atributs identifiquen a Buda com a ésser de naturalesa sobrehumana, tal com es pot contrastar en discursos primerencs, de la mateixa manera que l'ubiquen heroicament com a monarca celestial. De fet, en el Cànon Pali es descriu a Buda mitjançant aquests "32 signes del Gran Home" afegint-hi, a més a més, 80 marques menors més.

## Base històrica

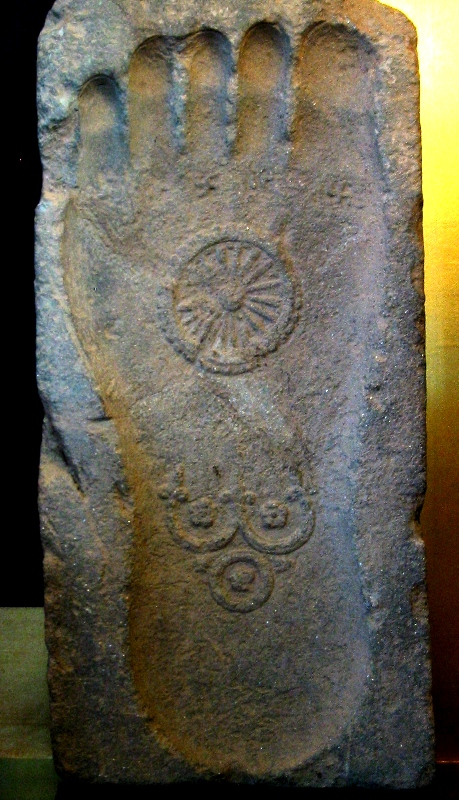
Petjada de Buda amb la roda del Dharma i el Triratna, segle I aC, Gandhara.

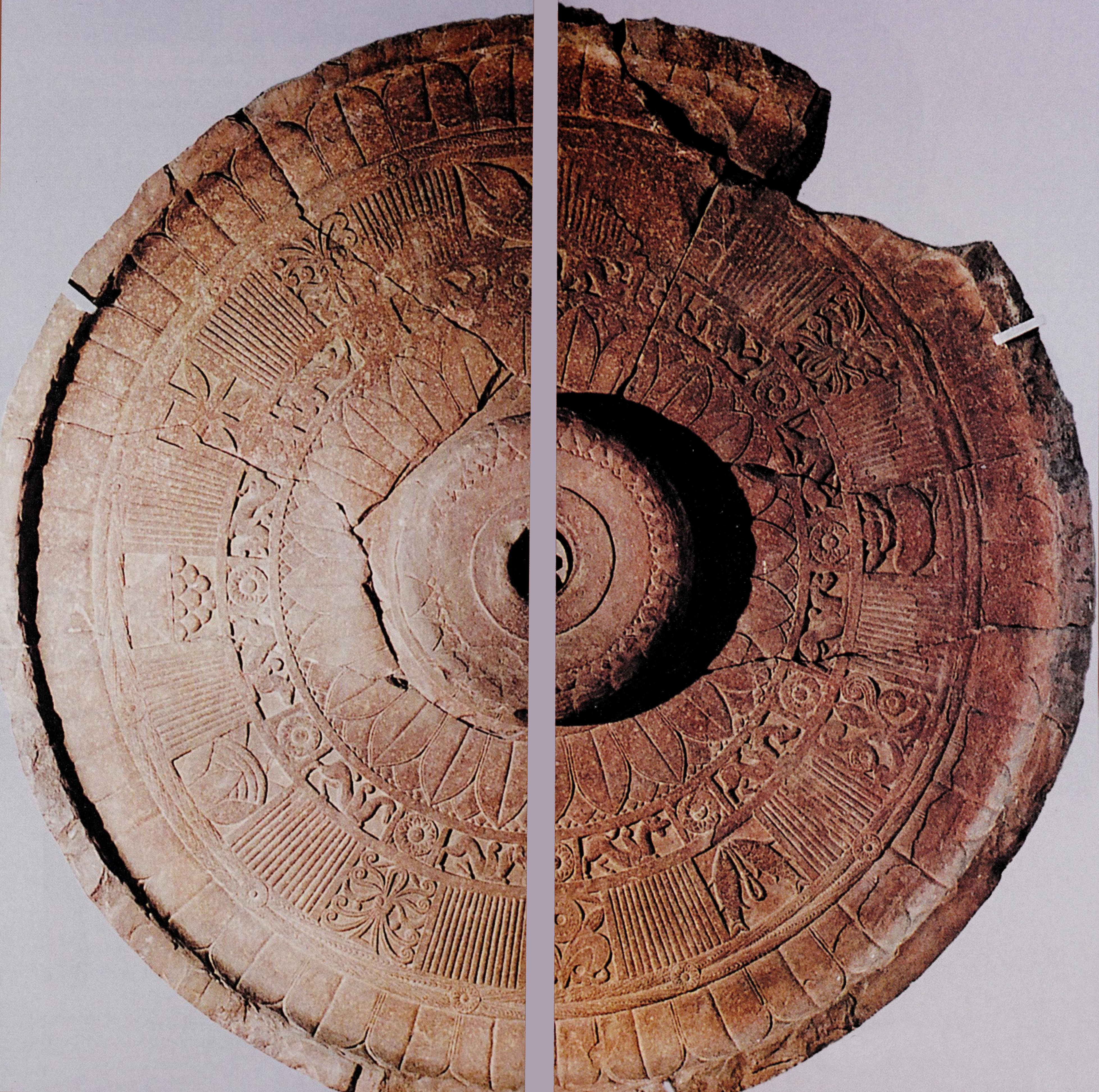
El para-sol chatra del Bala Bodhisattva (part inferior), Imperi Kuixan.

Des dels primers estudis relacionats amb la història de l'art budista fets a la dècada de 1890, es defineix la primera fase d'aquest art com una fase anicònica. En són exemple les representacions de Buda a través del tron buit, la seva petjada, la roda del dharma o el chatra, el para-sol. Aquest aniconisme es pot vincular a antigues creences lligades a la imatge de Buda, la qual no podia ésser representada de manera antropomòrfica tal com es pot llegir en les regles principals de l'escola budista primitiva de Sarvastivada (Sarvastivada vinaya):
"Ja que no està permès representar el cos de Buda, prego perquè Buda em concedeixi la representació del Bodhisattva. És acceptable?". Buda respongué: "Pots representar el Bodhisattva".

Posteriorment, la tradició icònica en l'escultura s'instaurà en les escoles d'art de Gandhara i Mathura, la qual cosa fou una contribució revolucionaria. Segons Sir Mortimer Wheeler, aquesta és, de fet, l'excepcional diferència que es pot contemplar entre l'art del budisme hinayana, en el qual mai es representa la figura de Buda en forma humana, i el budisme mahayana, on aquesta imatge va esdevenir el centre de les seves composicions arribats a cert punt de desenvolupament de la creença.

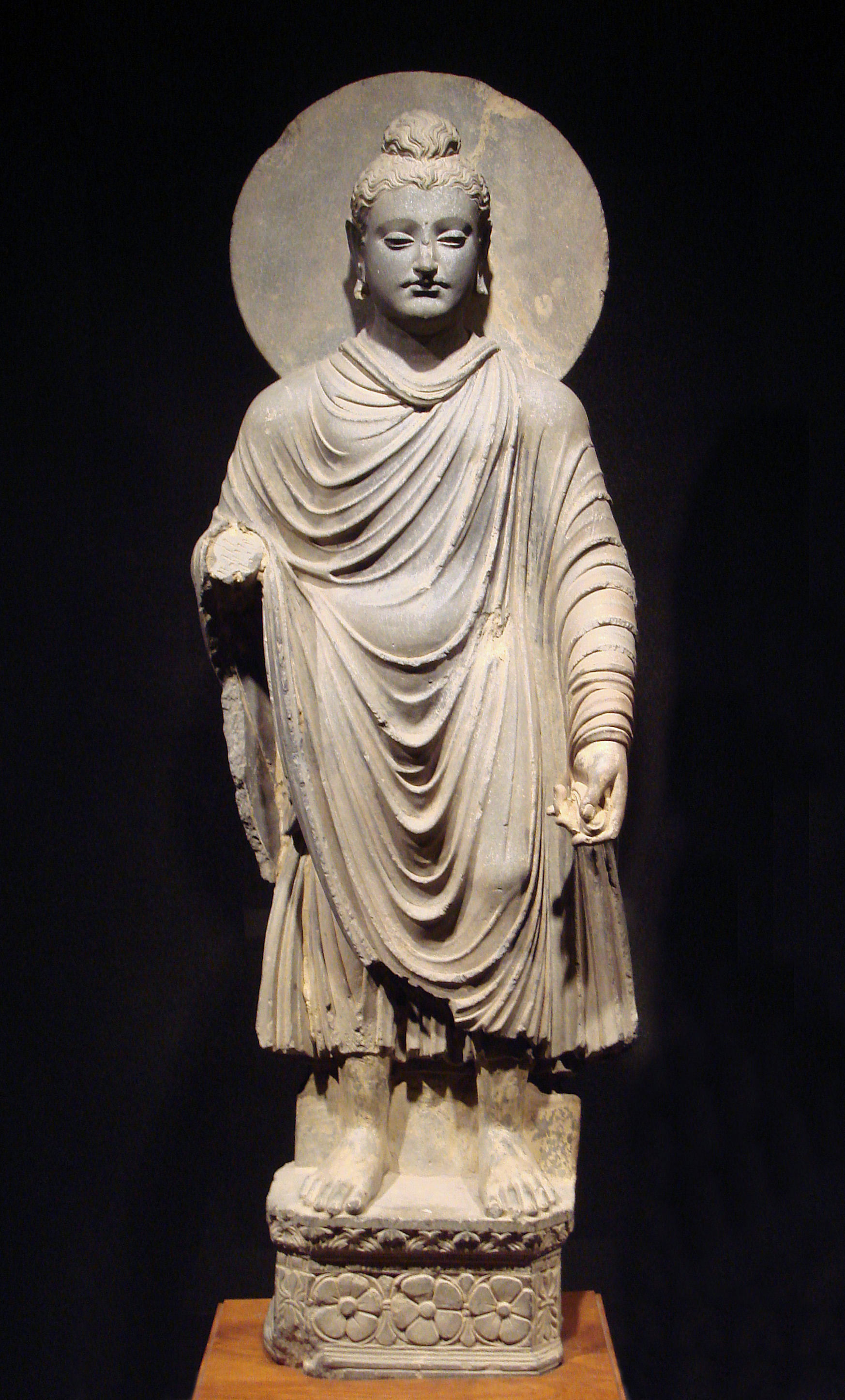
Escultura de Buda dempeus de Gandhara, segle I-II aC

## Els 32 signes del Gran Home
Els lakshanes serveixen per descriure simbòlicament la naturalesa sobrehumana de Buda Gautama. Les corrents budistes del Theravada i del Mahāyāna coincideixen en afirmar que el cos de Buda posseeix unes característiques físiques que el defineixen com a chakravartin, sobirà universal i benèvol que governa èticament sobre el món sencer. Aquestes marques li haurien estat donades a l'hora del seu naixement. Segons els textos religiosos, com el Mahāpadānasutta del Cànon pāli, el Lalitavistarasūtra i la Mahāvyutpatti, el cos de Buda posseeix 32 lakshanes:
| - 1. Peus i mans marcats amb la roda del dharma. - 2. Peus fermament posats sobre el terra, com ho està una tortuga. - 3. Membrana interdigital en les mans i en els peus. - 4. Palmells de les mans i plantes dels peus suaus i delicades. - 5. Set eminències en el cos: als peus, a les mans, en les clavícules i al clatell. - 6. Dits llargs. - 7. Talons amples. - 8. Cos alt i dret. - 9. Turmells no sortints. | - 10. Pèl arrissat. - 11. Membres semblants als d'un antílop. - 12. Mans llargues i belles. - 13. Sexe ocult per un prepuci. - 14. Pell de color daurat. - 15. Pell ferma i suau. - 16. Cada pèl s'arrissa cap a la dreta. - 17. Urna, el punt circular que apareix en el front de Buda i que simbolitzaria el tercer ull. - 18. Tors com el d'un lleó. - 19. Cap i espatlles arrodonits. - 20. Espatlles fortes. - 21. Gran subtilesa del gust. - 22. Cos amb proporcions de banià. | - 23. Una protuberància a la part superior del crani o uṣṇīṣa. - 24. Llengua llarga i fina. - 25. Veu melodiosa, com la de Brahmā. - 26. Mandíbules semblants a les d'un lleó. - 27. Dents blanques. - 28. Dents sense espais entre si. - 29. Dents alineades harmoniosament. - 30. Quaranta dents en total. - 31. Ulls color blau safir. - 32. Pestanyes com les d'una vedella. |

Cal dir, però, que hi poden haver variants en casos com els dels números 8, el qual es podria substituir per "de peu i sense inclinar el tors i amb les mans que arriben a l'alçada dels genolls"; o 12, "Membres rectilinis, com els de Brahmā".
La iconografia de Buda es canonitza a l'Índia amb les escoles de Mathura i Sarnath. Els 32 lakshanes esmentats anteriorment no s'utilitzen en l'art plàstic en la seva totalitat. Els símbols auspiciosos presents en les representacions plàstiques de Buda solen limitar-se a: les membranes interdigitals, les perfectes proporcions corporals, els lòbuls de les orelles allargassats, l'urna, l'uṣṇīṣa, el cabell arrissat i l'aurèola.

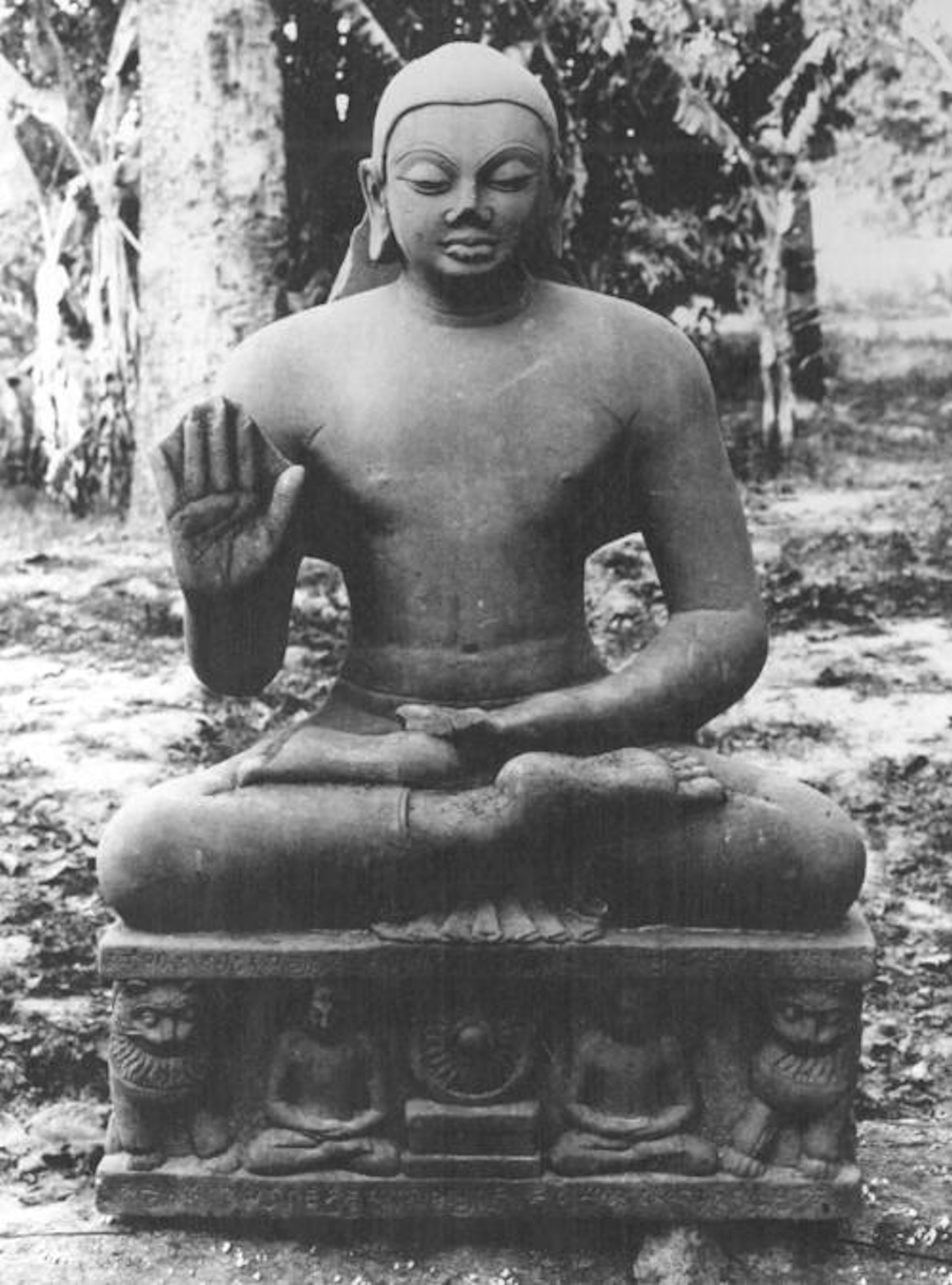
Buda de l'època de Kumaragupta, al jardí Mankuar, prop de Bhita. Entre d'altres marques, en la mà que mostra a l'espectador s'hi pot observar la membrana interdigital.
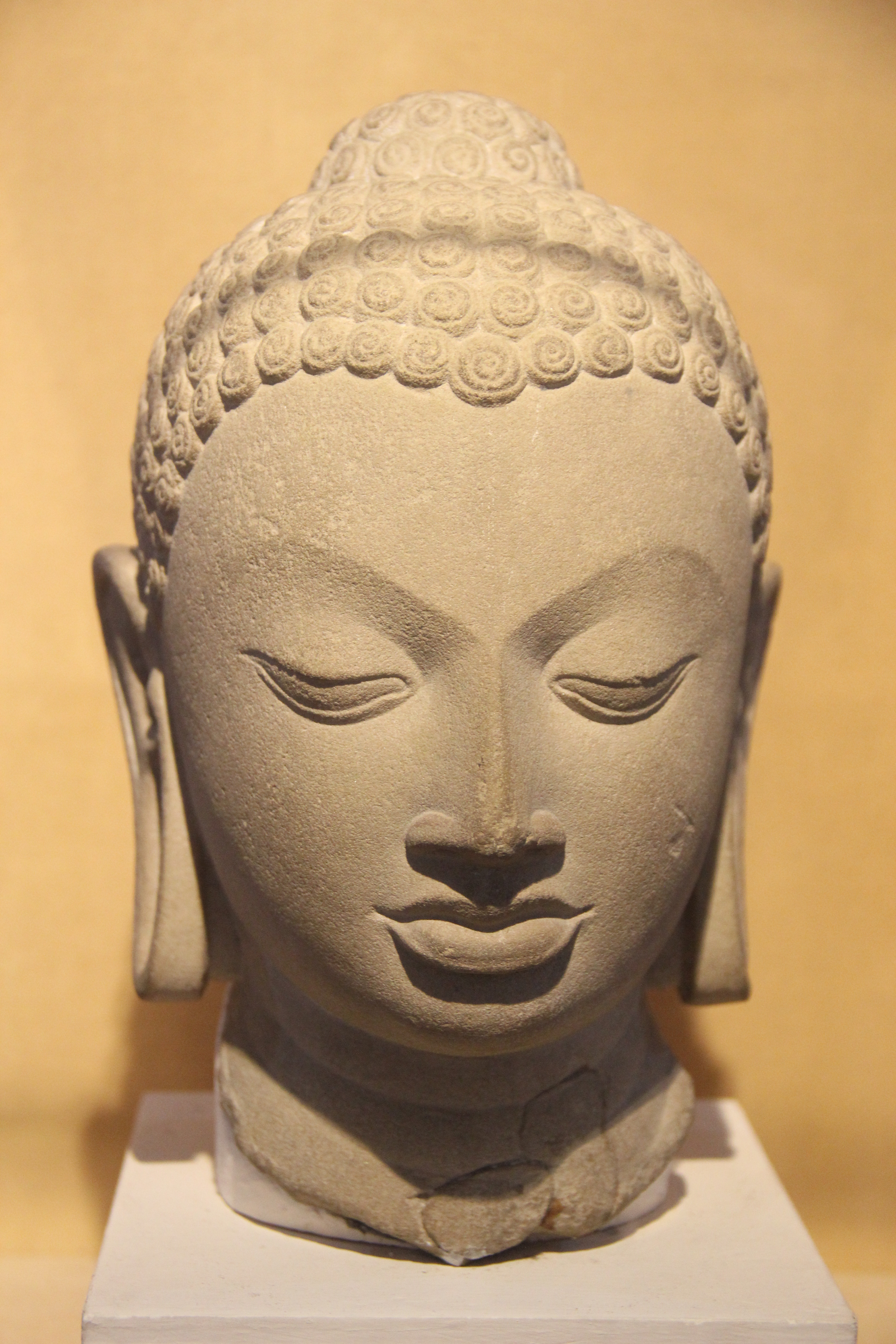
Cap de Buda d'època Gupta, segle V aC S'hi copsen fàcilment els lòbuls de les orelles allargassats i l'uṣṇīṣa.
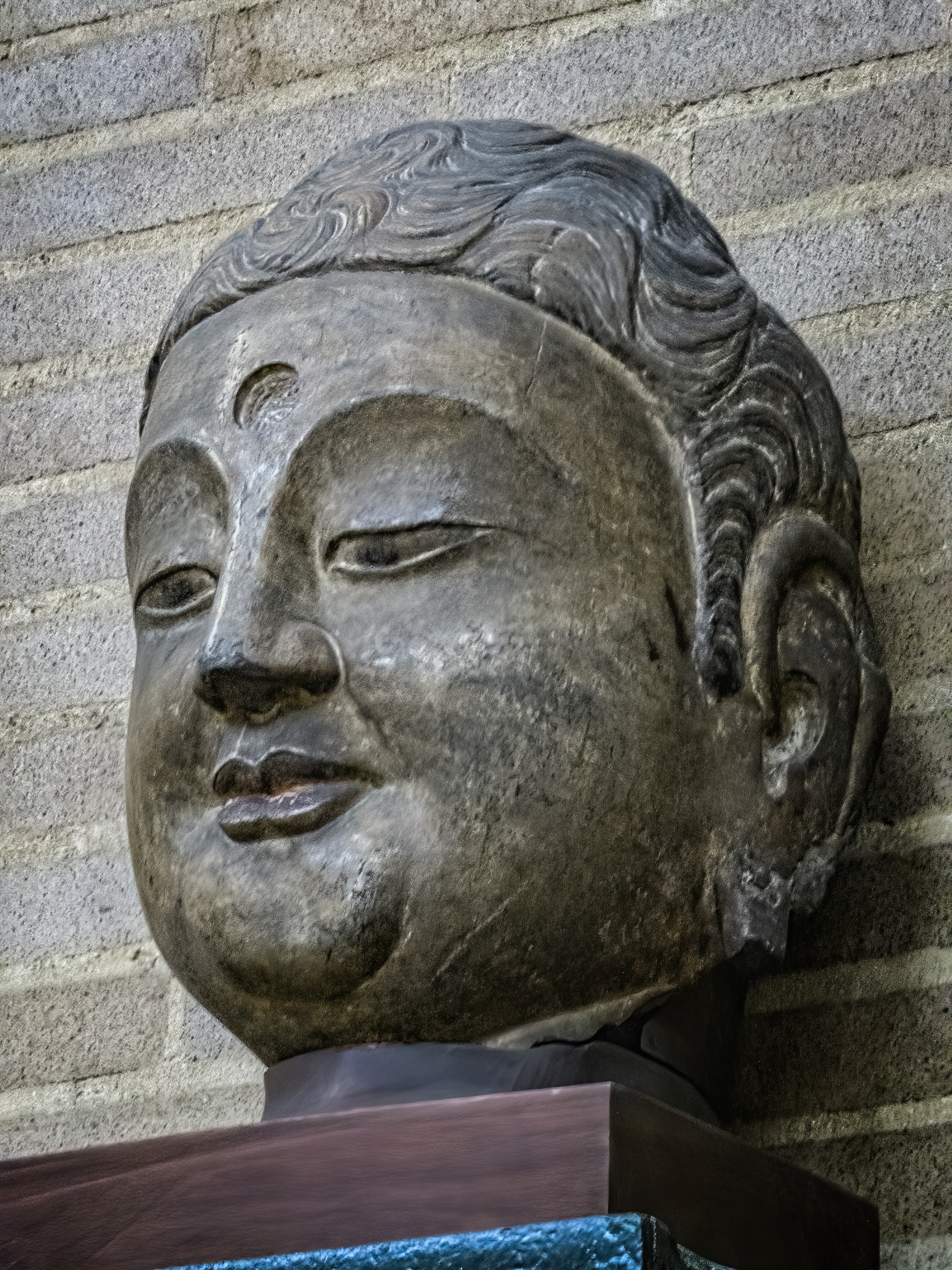
Cap de Buda de la Dinastia Qi del Nord, Xina, 550-577 aC, amb detall de l'urna.
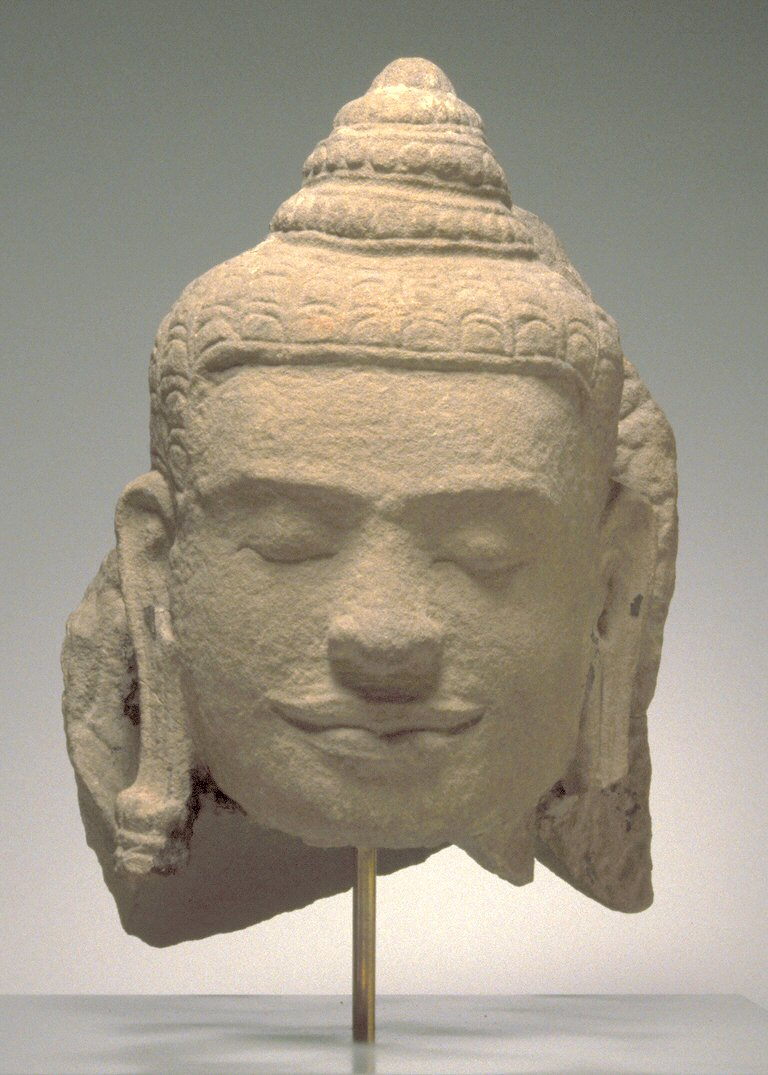
Cap d'una escultura de Buda protegida per Naga de Tailàndia, segle xiii. És interessant veure l'"usnisa" per nivells, el tractament capil·lar i la curvatura del llavi.
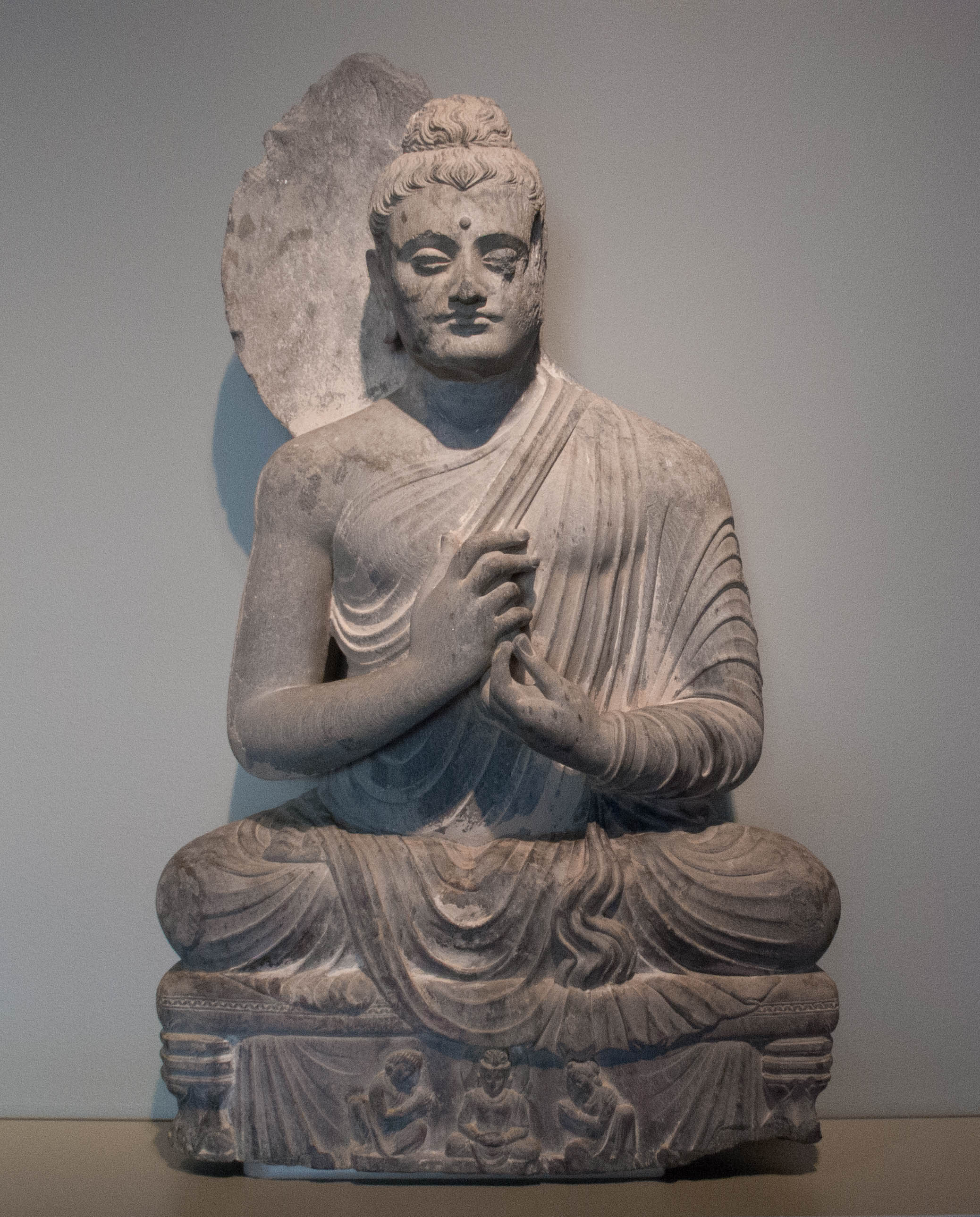
Buda assegut, Gandhara, c. segle iv aC. Apart de poder guaitar la major part dels detalls anteriorment esmentats, s'hi pot observa fragmentàriament l'aurèola en la part posterior.

## Les 80 qualitats menors
A part de 32 lakshanes, que són les marques més destacades, Buda en posseeix 80 de menors les quals, tot i redundar en els detalls anteriorment vistos, ajuden a completar la imatge del personatge en qüestió. Aquestes qualitats secundàries fan acte de presència en els Āgamas del cànon budista xinès i són observades com a descripcions més detallades de les característiques corporals de Buda. Aquestes 80 qualitats inferiors són les següents:

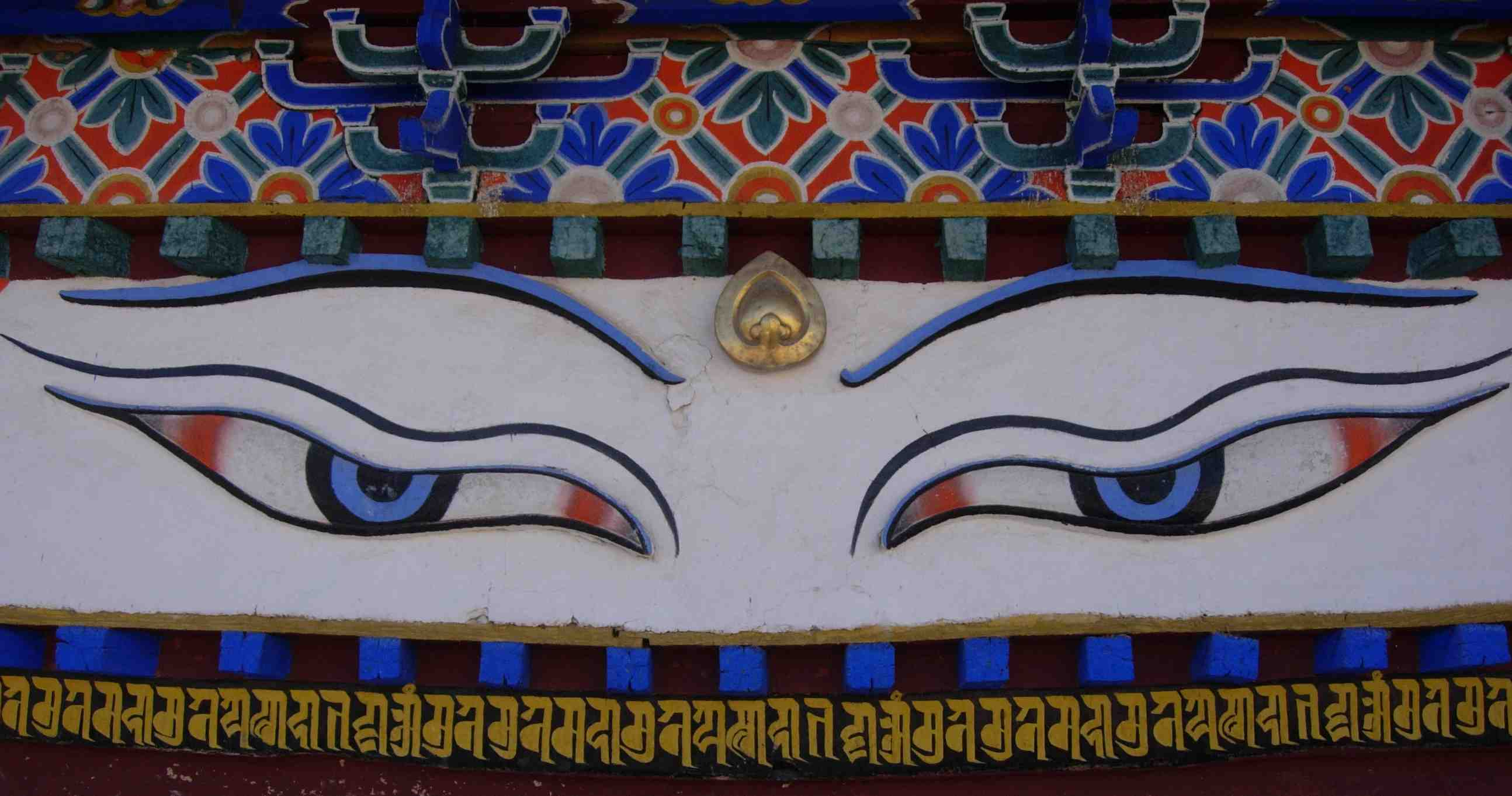
Detall dels ulls blaus de Buda, monestir de Kumbum, Gyantse (Tíbet).
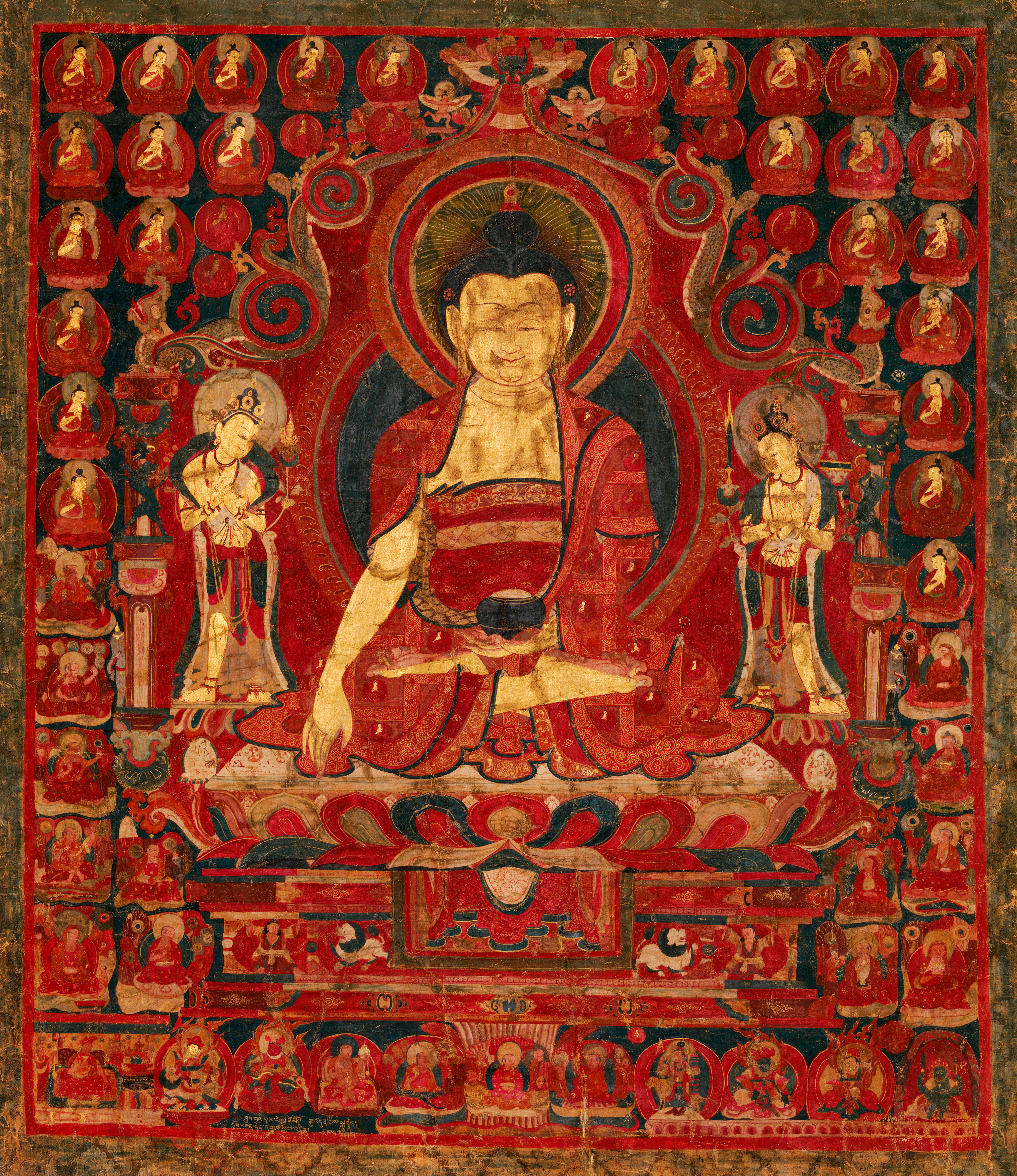
Buda Sakyamuni com a Senyor dels Munis, 2a meitat s. XVII aC, procedent de la regió de Guge, possiblement associat amb els monestirs de Tsaparang, Tholing, i Tabo.
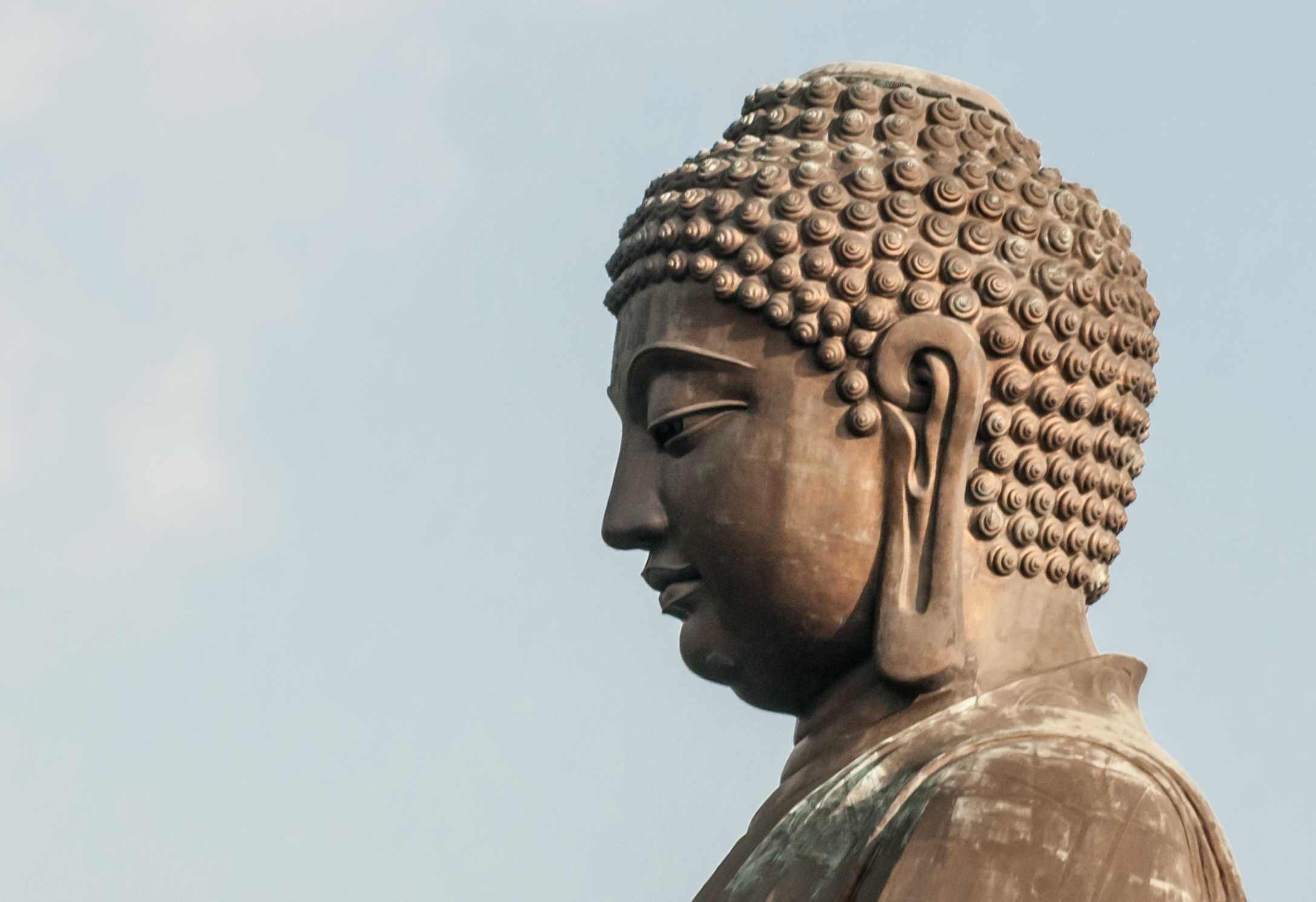
Imatge del Buda gegant de Tian Tan, s. XX, Hong Kong. Exemple de com la representació dels lakshanes arriba a l'actualitat.

| - 1. Ungles del color del coure. - 2. Ungles llises i brillants. - 3. Ungles rectes. - 4. Ungles rodones. - 5. Ungles llargues. - 6. Ungles esmolades. - 7. Venes invisibles. - 8. Venes sense nodositats. - 9. Ossos dels turmells no prominents. - 10. Peus sense asprors. - 11. Passos lleonins. - 12. Passos elefantíacs. - 13. Passos d'oca. - 14. Passos de búfal. - 15. Passos orientats a la dreta. - 16. Passos elegants. - 17. Passos imparables. - 18. Cos cobert i moldejat sota la roba. - 19. Cos com brunyit. - 20. Cos ben proporcionat. - 21. Cos net i pur. - 22. Cos suau. - 23. Cos lliure d'imperfeccions. - 24. Sexe ben desenvolupat. - 25. Un posat excel·lent i digne. - 26. Pas regular. - 27. Ulls purs, perfectes. - 28. Cos juvenil. | - 29. Cos sense laxitud. - 30. Cos ben desenvolupat. - 31. Cos alerta. - 32. Membres ben proporcionats. - 33. Visió clara i no confusa. - 34. Ventre rodó. - 35. Ventre no excessiu. - 36. Ventre no flàcid. - 37. Ventre no protuberant. - 38. Melic profund. - 39. Melic que giri cap a la dreta. - 40. Bellesa perfecta. - 41. Comportament pur. - 42. Cos sense defectes, ni pigues, ni decoloracions. - 43. Mans suaus com el cotó. - 44. Línies de la mà definides. - 45. Línies de la mà profundes. - 46. Línies de la mà llargues. - 47. Rostre no gaire allargassat. - 48. Llavis del color del coure. - 49. Llengua flexible. - 50. Llengua fina. - 51. Llengua roja. - 52. Veu com la d'un tro. - 53. Veu dolça i agradable. - 54. Dents rodones. - 55. Dents esmolades. - 56. Dents blanques. | - 57. Dents iguals. - 58. Dents fines. - 59. Nas prominent. - 60. Nas net. - 61. Grans ulls. - 62. Pestanyes tupides. - 63. El blanc i la pupil·la de l'ull, com els pètals del lotus, ben diferenciats. - 64. Celles llargues. - 65. Celles suaus. - 66. Celles sedoses. - 67. Celles ben igualades. - 68. Mans llargues i amples. - 69. Orelles de la mateixa mida. - 70. Audició perfecta. - 71. Front ben format. - 72. Front ample. - 73. Cap ben desenvolupat. - 74. Cabell negre com un borinot. - 75. Cabell tupit. - 76. Cabell sedós. - 77. Cabell no embullat. - 78. Cabell igualat. - 79. Cabell perfumat. - 80. Mans i peus marcats amb el símbols favorables del nus infinit i de l'svástika. |

## Les relacions causals dels 32 signes de la perfecció dels Tathagata
Tal com es pot observar en el Mahāyāna Mahāparinirvāṇa Sūtra, es pot establir la relació entre algunes de les característiques majors i algunes de les menors amb les accions que cultiven els seguidors del Mahāyāna en el seu camí cap a la buditat:
| Signes de perfecció                                                                            | Relació causal |
| ---------------------------------------------------------------------------------------------- | --- |
| Peus ferms                                                                                     | El Bodhisattva-mahasattva és inamovible en el manteniment dels preceptes i de l'altruïsme. És com la muntanya Sumeru en mantenir la veritable paraula.                               |
| Rodes del dharma                                                                               | El Bodhisattva-mahasattva ofereix adequadament coses als seus pares, als venerats, als ancians i als animals.                                                                        |
| Dits llargs Talons llargs Cos alt i dret                                                       | El Bodhisattva-mahasattva s'alegra de no fer mal i no robar i es complau amb els seus pares, els venerats i els mestres.                                                             |
| Membrana interdigital                                                                          | El Bodhisattva-mahasattva practica les quatre maneres de guiar i acollir éssers: donar, ser amable, realitzar bones accions i transformar-se a si mateix i coexistir amb els altres. |
| Mans i peus suaus                                                                              | El Bodhisattva-mahasattva cuida amb respecte i adequació a pares, ancians i mestres en la malaltia.                                                                                  |
| Articulacions i turmells carnosos Pell sense imperfeccions                                     | El Bodhisattva-mahasattva manté els preceptes, escolta els sermons i no coneix la fi de l'altruïsme.                                                                                 |
| Turmells forts                                                                                 | El Bodhisattva-mahasattva escolta el Dharma i compren l'ensenyament adequadament. |
| Cos arrodonit i perfecte Els dits li arriben al genoll (amb la mà estirada cap avall) Ushnisha | El Bodhisattva-mahasattva no adquireix una mentalitat perjudicial, està satisfet amb el seu menjar i beguda, i dona, atén les malalties i distribueix medicaments.                   |
| Òrgan genital amagat                                                                           | El Bodhisattva-mahasattva, quan veu a una persona amb por, procura ajudar i, quan veu una persona sense roba, li'n dona.                                                             |
| Pell delicada Els cabells s'orienten cap al costat dret                                        | El Bodhisattva-mahasattva es fa fàcilment amic dels savis, separant-se dels ignorants; gaudeix d’intercanviar punts de vista i escombra el camí pel qual camina.                     |
| Cos brillant                                                                                   | El Bodhisattva-mahasattva sempre proporciona als homes roba, menjar i beguda, medicaments, encens i flors i llum.                                                                    |
| Fermes 7 eminències en el cos                                                                  | El Bodhisattva-mahasattva dona, no té por d'allò que és rar, i fàcilment es relaciona amb allò estrany mitjançant la caritat.                                                        |
| Les parts desossades del cos són potents Colzes equilibrats i delicats                         | El Bodhisattva-mahasattva busca la riquesa de manera lícita i la regala a altres. |
| 40 dents blanques i pures, ben equilibrades i delicades                                        | El Bodhisattva-mahasattva s'allunya de les males llengües i de les ments furioses..                                                                                                  |
| Dos forts ullals                                                                               | El Bodhisattva-mahasattva practica una gran bondat amorosa envers l'entorn. |
| Galtes de lleó                                                                                 | El Bodhisattva-mahasattva fa aquest vot: "Qualsevol pot venir a preguntar i els daré el que desitgin".                                                                               |
| Gust sensible                                                                                  | El Bodhisattva-mahasattva dona qualsevol tipus de menjar que els éssers necessitin.                                                                                                  |
| Llengua llarga i fina                                                                          | El Bodhisattva-mahasattva s'exerceix en les deu bones accions i ensenya als altres.                                                                                                  |
| Veu de Buda                                                                                    | El Bodhisattva-mahasattva no parla malament de les deficiències dels altres i no calumnia el Dharma.                                                                                 |
| Ulls de color blau                                                                             | El Bodhisattva-mahasattva considera les enemistats i no perd la pau mental. |
| Floc de cabell blanc al front                                                                  | El Bodhisattva-mahasattva no amaga les virtuts dels altres, sinó que en lloa la bondat.                                                                                              |